# 宮越馨
宮越 馨（みやこし かおる、1941年〈昭和16年〉9月14日 ‐ ）は、日本の政治家。上越市議会議員（2期）。元新潟県議会議員（1期）、元上越市長（2期）、元官僚（大蔵省主計局主査など歴任）。

## 人物
新潟県旧高田市出身。新潟県立高田高等学校、中央大学商学部卒業。
大蔵省を退官後、渡辺美智雄の秘書を8年務めながら、衆院選に3度出馬 したものの、いずれも落選した。宮越が出馬した旧新潟県第4区は、定数2を自民党の高鳥修と当時同じく自民党だった白川勝彦、さらに社会党（当時）の筒井信隆の3人が激しく争っており、宮越はこの3度の選挙全てで4位に終わった。
3度目の落選直後の1993年11月より出身地の上越市長に就任。副市長制導入や情報公開条例の制定、環境マネジメントシステムISO14001の全国の自治体で初の導入などの改革を実行し、行政改革度全国1位にもなった。また、新幹線フル規格を県と対立して実現し、火力発電所も誘致。大規模土地区画整理事業を断行するなど積極的な開発政策を実施した結果として、土地開発公社の債務残高を増大させた。強いリーダーシップに対する反発なども見られたことなどから反宮越の機運も高まった。
その結果、3期目を目指した2001年10月28日投票の市長選において、自民党の一部が木浦正幸県議を対抗馬として擁立 し、宮越は現職であるにもかかわらず2万票余りの大差で落選となった。
その後、2003年4月の新潟県議選に当選したものの、翌年10月の新潟県知事選では泉田裕彦へ及ばず4位に沈み、さらに全国最多となる1市13町村の合併後に行なわれた2005年10月30日投票の上越市長選で再度、木浦に大差で敗れた。
2007年4月の新潟県議選・上越市選挙区に宮越が再度出馬するとの憶測もあったが、出馬を見送った。宮越は2005年の衆院選への出馬に意欲を示していたが、自民党の公認を得られなかった（自民党は前回に続き、新人で高鳥修の息子・修一を公認）うえ後援会の反対（市長選への出馬論が大勢だったという）もあり、出馬を断念している。
2009年、2度上越市長選を戦った木浦正幸市長が同年10月25日投開票の上越市長選挙への不出馬、引退の意向を明らかにし、村山秀幸副市長を後継者に指名。一方宮越は同年5月27日、市長選再出馬を表明した。更に大島精次・上越タイムス社代表取締役会長兼上越ケーブルビジョン社長の女婿大島誠・上越タイムス社社長も名乗りを上げ、保守系3候補による選挙戦となった。3陣営とも第45回衆議院議員総選挙の結果国政与党となった民主党に支援要請したものの、民主党は自主投票を決め、同じく与党となった社民党も自主投票となった。自民党は既に3陣営それぞれに党員・支持者が分かれていたことからこちらも自主投票となった。投票の結果、村山が他2候補に2万票以上の大差をつけて当選、宮越は村山の半分の得票にも遠く及ばず最下位で落選した。
2010年、かつて秘書として仕えた渡辺美智雄の息子渡辺喜美が党首を務めるみんなの党に参加。同年2月、みんなの党農都共生支部（新潟県支部）を設立し支部代表となる。同年4月、みんなの党公認候補として第22回参議院議員通常選挙に立候補することが内定し、党参議院比例信越支部長に就任。みんなの党の比例代表候補となることが発表された。17年ぶりの国政選挙立候補となったが、結果は個人票が20,319票と低迷し落選に終わった。政界引退との報も流れたが、自ら記者会見しこれを否定。引き続き党支部代表の職に留まり、政治活動を継続すると表明。次期統一地方選挙や衆議院議員選挙に際し新潟県内にみんなの党公認候補者を擁立する方針を示したが、同党は2014年11月に解散した。
2015年11月3日発令の「平成27年秋の叙勲」で、旭日双光章を受章した。
2020年4月19日、上越市議会議員選挙に無所属で立候補。同月26日の投開票の結果、第1位で初当選した。
2021年10月31日投開票の上越市長選挙への立候補が取り沙汰されていたが、上越市長選への出馬を断念し、市長選への出馬を表明している元市議の中川幹太の支援に回ることが報じられた。
2024年4月14日告示、21日投票の上越市議会議員選挙に立候補、2位で2回目の当選を果たした。

## 著書
- 『未完「地方からの国づくり」』北越出版、2016年4月[21]。
- 『自然・生産・生活の快適調和をめざして — グリーンアメニティ構想 アーバンビレッジ21』新潟日報事業社出版部、1990年1月。